# Myrcia eriopus
Myrcia eriopus är en myrtenväxtart som beskrevs av Dc.. Myrcia eriopus ingår i släktet Myrcia och familjen myrtenväxter. Inga underarter finns listade i Catalogue of Life.